# Дитрих III фон Рункел
Дитрих III фон Рункел (на немски: Dietrich III von Runkel; * ок. 1352; † 1402 или 3 март 1403) от Дом Рункел е господар на Рункел.
Той е син на Зигфрид VI фон Рункел (* ок. 1300/1327; † 1342) и съпругата му Анна фон Диц (* ок. 1306, † сл. 1343), дъщеря на граф Готфрид фон Диц, княз на Фалендар († 1348) и Агнес фон Изенбург-Аренфелс († сл. 1274).
Внук е на Дитрих II фон Рункел († 1352) и Агнес фон Даун († сл. 1331).

Майка му се омъжва втори път сл. 1342 г. за Емих III фон Насау-Хадамар († 1 март 1359), син на граф Емих I фон Насау-Хадамар († 1334).

## Фамилия
Дитрих III се жени сл. 1375 г. за Юта фон Сайн (* ок. 1340/1375; † сл. 25 май 1421), вдовица на Хайнрих фон Шоненбург († 1375), дъщеря на граф Салентин фон Сайн-Изенбург-Витгеншайн-Хомбург († 1392) и втората му съпруга Елизабет фон Хиршхорн († сл. 1380). Те имат децата: Те имат децата:
- Фридрих III фон Рункел (* ок. 1389; † 1417), господар на Грайфенщайн, граф на Вид 1454 г., женен за Ирмгард фон Ролинген († сл. 1417)
- Зигфрид VIII фон Рункел (* ок. 1396; † 1438), каноник в Страсбург 1389
- Дитрих IV фон Рункел († сл. 1462), женен 1427 г. за графиня Анастасия фон Изенбург-Вид († 1460)
- Елза (Елизабет) (* ок. 1397; † 1413/1420), омъжена I. на 19 май 1397 г. за рицар Валтер VI фон Кронберг († 1400), II. пр. 3 юли 1405 г. за граф Райнхард III фон Вестербург († 1449)
- Юта (* ок. 1402), омъжена за Конрад VI фон Бикенбах, бургграф на Милтенберг († 1429)
- Агнес